# 耶魯帕哈奇科山
10°14′54″S 76°54′9″W / 10.24833°S 76.90250°W
耶魯帕哈奇科山（Yerupaja Chico），是秘魯的山峰，位於該國中部利馬省，屬於安第斯山脈中韋爾卡努塔山脈的一部分，海拔高度6,121米，人類在1966年首次登頂。